# Serie de Japón 1990
La Serie de Japón de 1990 fue la serie de campeonato de Liga Japonesa de Béisbol Profesional (NPB) para la temporada de 1990. Fue la 41.ª Serie de Japón y contó con el campeón de la Liga del Pacífico, Seibu Lions, contra el campeón de la Liga Central, Yomiuri Giants. Seibu ganó el banderín LP por séptima vez en nueve años para alcanzar la serie, y Yomiuri Giants dominó al LC para regresar a la serie después de ganarlo el año anterior. Jugado en el Tokyo Dome y el Domo de Seibu, los Lions barrieron a los Gigantes muy favorecidos en cuatro juegos para ganar el décimo título de la serie de la franquicia de Japón. El toletero de Seibu y exjugador de la MLB, Orestes Destrade, fue nombrado el jugador más valioso de la serie. La serie se jugó entre el 20 y el 24 de octubre con la ventaja de local yendo a la Liga Central.

## Resumen
Seibu Lions de la LP (4) contra Yomiuri Giants de la LC (0)
| Juego | Fecha         | Resultado                           | Localización  | Duración | Espectadores |
| ----- | ------------- | ----------------------------------- | ------------- | -------- | ------------ |
| 1     | 20 de octubre | Seibu Lions – 5, Yomiuri Giants – 0 | Tokyo Dome    | 2h 58m   | 46.008       |
| 2     | 21 de octubre | Seibu Lions – 9, Yomiuri Giants – 5 | Tokyo Dome    | 3h 36m   | 46.153       |
| 3     | 23 de octubre | Yomiuri Giants – 0, Seibu Lions – 7 | Domo de Seibu | 2h 48m   | 31.804       |
| 4     | 24 de octubre | Yomiuri Giants – 3, Seibu Lions – 7 | Domo de Seibu | 3h 15m   | 31.804       |

## Enfrentamientos

### Juego 1
| Equipo | 1         | 2         | 3         | 4         | 5         | 6         | 7         | 8         | 9         | 'C'       | 'H'       | 'E'       |
| --- | --------- | --------- | --------- | --------- | --------- | --------- | --------- | --------- | --------- | --------- | --------- | --------- |
| Seibu | 3         | 0         | 0         | 0         | 1         | 0         | 0         | 0         | 1         | 5         | 9         | 0         |
| Yomiuri | 0         | 0         | 0         | 0         | 0         | 0         | 0         | 0         | 0         | 0         | 3         | 1         |
| Mejor lanzador: Hisanobu Watanabe (1-0) Peor lanzador: Hiromi Makihara (0-1) Home runs: - SEI: Orestes Destrade (1) - YOM: Ninguno |           |           |           |           |           |           |           |           |           |           |           |           |
| Transmisión | NTV y NHK | NTV y NHK | NTV y NHK | NTV y NHK | NTV y NHK | NTV y NHK | NTV y NHK | NTV y NHK | NTV y NHK | NTV y NHK | NTV y NHK | NTV y NHK |

### Juego 2
| Equipo | 1         | 2         | 3         | 4         | 5         | 6         | 7         | 8         | 9         | 'C'       | 'H'       | 'E'       |
| --- | --------- | --------- | --------- | --------- | --------- | --------- | --------- | --------- | --------- | --------- | --------- | --------- |
| Seibu | 2         | 2         | 3         | 0         | 0         | 0         | 1         | 1         | 0         | 9         | 13        | 0         |
| Yomiuri | 0         | 2         | 0         | 1         | 1         | 0         | 0         | 1         | 0         | 5         | 9         | 2         |
| Mejor lanzador: Tetsuya Shiozaki (1-0) Peor lanzador: Masaki Saito (0-1) Home runs: - SEI: Tsutomi Itoh (1), Orestes Destrade (2) - YOM: Kaoru Okazaki (1), Kazunori Shinozuka (1) |           |           |           |           |           |           |           |           |           |           |           |           |
| Transmisión | NTV y NHK | NTV y NHK | NTV y NHK | NTV y NHK | NTV y NHK | NTV y NHK | NTV y NHK | NTV y NHK | NTV y NHK | NTV y NHK | NTV y NHK | NTV y NHK |

### Juego 3
| Equipo | 1         | 2         | 3         | 4         | 5         | 6         | 7         | 8         | 9         | 'C'       | 'H'       | 'E'       |
| --- | --------- | --------- | --------- | --------- | --------- | --------- | --------- | --------- | --------- | --------- | --------- | --------- |
| Yomiuri | 0         | 0         | 0         | 0         | 0         | 0         | 0         | 0         | 0         | 0         | 5         | 0         |
| Seibu | 3         | 0         | 0         | 0         | 0         | 1         | 0         | 3         | X         | 7         | 9         | 1         |
| Mejor lanzador: Tomio Watanabe (1-0) Peor lanzador: Masumi Kuwata (0-1) Home runs: - YOM: Ninguno - SEI: Koji Akiyama (1) |           |           |           |           |           |           |           |           |           |           |           |           |
| Transmisión | TBS y NHK | TBS y NHK | TBS y NHK | TBS y NHK | TBS y NHK | TBS y NHK | TBS y NHK | TBS y NHK | TBS y NHK | TBS y NHK | TBS y NHK | TBS y NHK |

### Juego 4
| Equipo | 1                       | 2                       | 3                       | 4                       | 5                       | 6                       | 7                       | 8                       | 9                       | 'C'                     | 'H'                     | 'E'                     |
| --- | ----------------------- | ----------------------- | ----------------------- | ----------------------- | ----------------------- | ----------------------- | ----------------------- | ----------------------- | ----------------------- | ----------------------- | ----------------------- | ----------------------- |
| Yomiuri | 0                       | 0                       | 1                       | 0                       | 1                       | 1                       | 0                       | 0                       | 0                       | 3                       | 8                       | 1                       |
| Seibu | 0                       | 0                       | 0                       | 0                       | 6                       | 0                       | 1                       | 0                       | X                       | 7                       | 13                      | 0                       |
| Mejor lanzador: Kuo Tai-yuan (1-0) Peor lanzador: Kazutomo Miyamoto (0-1) Salvamento: Tetsuya Shiozaki (1) Home runs: - YOM: Shinichi Murata (1), Masahiro Kawai (1) - SEI: Ninguno |                         |                         |                         |                         |                         |                         |                         |                         |                         |                         |                         |                         |
| Transmisión | TV Asahi, NHK ETV y NHK | TV Asahi, NHK ETV y NHK | TV Asahi, NHK ETV y NHK | TV Asahi, NHK ETV y NHK | TV Asahi, NHK ETV y NHK | TV Asahi, NHK ETV y NHK | TV Asahi, NHK ETV y NHK | TV Asahi, NHK ETV y NHK | TV Asahi, NHK ETV y NHK | TV Asahi, NHK ETV y NHK | TV Asahi, NHK ETV y NHK | TV Asahi, NHK ETV y NHK |